# Šušanj
Šušanj kisváros Montenegróban, az Adriai-tenger partján. A 2003-as népszámláláskor 2212 fő volt a város népessége. A város mintegy 1 kilométernyire fekszik Bar városától. Itt ömlik a tengerbe a Željeznica folyó. Tengerpartja népszerű a helyi lakosok és a turisták körében. A nyári hónapokban számos turista száll meg a város szálláshelyein. A Belgrád-Bar vasútvonal a városon halad keresztül.

## Népességi adatok
A város népességének alakulása:
- 1948 - 307
- 1953 - 340
- 1961 - 580
- 1971 - 1328
- 1981 - 2520
- 1991 - 1324
- 2003 - 2212

A 2003-as népszámlálás adatai:
| Nemzetiség    | Fő   | Százalék |
| ------------- | ---- | -------- |
| Montenegróiak | 1116 | 50,45%   |
| Szerbek       | 811  | 36,66%   |
| Bosnyákok     | 66   | 2,98%    |
| Muszlimok     | 35   | 1,58%    |
| Albánok       | 16   | 0,72%    |
| Horvátok      | 14   | 0,63%    |
| Macedónok     | 9    | 0,40%    |
| Romani        | 7    | 0,31%    |
| Magyarok      | 5    | 0,22%    |
| Oroszok       | 4    | 0,18%    |
| Németek       | 2    | 0,09%    |
| Jugoszlávok   | 2    | 0,09%    |
| Szlovének     | 1    | 0,04%    |
| Azonosítatlan | 99   | 4,48%    |
| Ismeretlen    | 8    | 0,36%    |
| Egyéb         | 11   | 0,49%    |
| Összesen      | 2212 | 100%     |

## Fordítás
Ez a szócikk részben vagy egészben  a(z)   Šušanj című angol Wikipédia-szócikk ezen változatának fordításán alapul.  Az eredeti cikk szerkesztőit annak laptörténete sorolja fel. Ez a jelzés csupán a megfogalmazás eredetét és a szerzői jogokat jelzi, nem szolgál a cikkben szereplő információk forrásmegjelöléseként.